# Sudbury
Sudbury er en by i Babergh distriktet, Suffolk, England, med et indbyggertal (pr. 2015) på 22.824. Byen ligger 81.5 km fra London. Den nævnes i Domesday Book fra 1086, hvor den kaldes Sudberia/Sutberie(a).